# سیارک ۵۱۸۱
سیارک ۵۱۸۱ (به انگلیسی: 5181 SURF، نامگذاری:1989GO) پنج هزار و صد و هشتاد و یکمین سیارک کشف شده‌است که در ۷ آوریل ۱۹۸۹ کشف شد.
قدر مطلق سیارک برابر ۱۲٫۹۰ است.